# Sint-Niklaaskerk (Brussel)

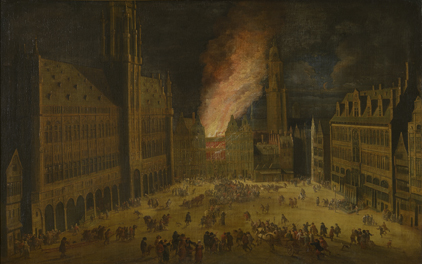
Brand van het huis de Wolvin te Brussel in 1690 door Leo van Heil

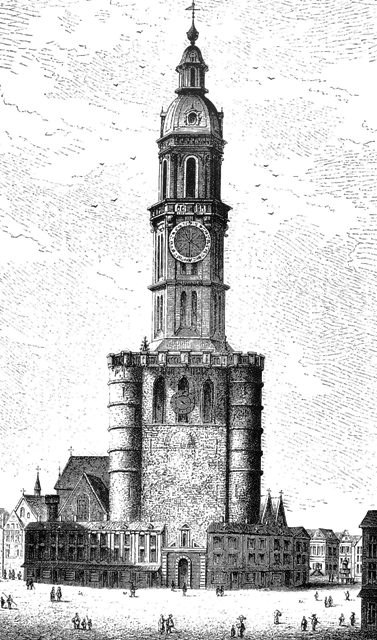
Klokkentoren na de ingreep van Willem De Bruyn, ingestort in 1714

De Sint-Niklaaskerk is een kerk in de Brusselse Boterstraat. Ondanks haar kleine afmetingen had ze een belangrijke plaats in het stadsleven. Samen met de verdwenen Sint-Gorikskerk en de kapittelkerk Sint-Michiel is de Sint-Niklaaskerk een van de eerste drie kerken van Brussel.
Voor de kerk staat een standbeeld van het Het Melkboerinnetje.

## Geschiedenis
Ze lag bij de nedermerckt en was niet toevallig gewijd aan Sint-Nicolaas, de beschermheilige van de kooplieden.
De eerste vermeldingen dateren van het midden van de 12de eeuw. Ze werd drie keer grotendeels vernield (in 1367, 1695 en in 1714), was zeer bedreigd in haar voortbestaan van aan de Franse Revolutie tot in de jaren 1930.

### Belfort als klokkentoren van de middeleeuwse kerk
Tegen de kerk stond een forse klokkentoren die dienstdeed als belfort. Hij werd pas voor het eerst zo genoemd in 1533, maar de klokken regelden al in de 14e eeuw het stedelijke leven en uiterlijk vanaf 1439 werden er ook stedelijke oorkonden bewaard.
Er is geopperd dat de toren oorspronkelijk een donjon was die ouder zou zijn geweest dan de kerk. De toren werd vermeld in 1289 maar stortte op 13 december 1367 gedeeltelijk in bij een nachtelijke storm. Hij werd heropgericht met behoud van de romaanse onderbouw en een nieuwe octogonale superstructuur (1380). Het stadsbestuur kwam er samen en het stadszegel werd er bewaard. Trompetters en pijpers waren in dienst om aankondigingen op te luisteren (vijf eedafleggingen in 1451).
In 1662-65 werd een bijkomende verdieping en koepel toegevoegd door architect Leo van Heil.
Het belfort was voorzien van een beiaard en mogelijk een van de oudste visuele klokuurwerken ter wereld (1362?), evenals een van de allereerste klokautomaten (1551?). In elk geval is gedocumenteerd dat er bij het installeren van een nieuwe beiaard in 1662 al een geautomatiseerd klokkenspel aanwezig was.

### Het Franse bombardement van 1695
Net als veel andere gebouwen in de benedenstad raakte de Sint-Niklaaskerk beschadigd in het Franse bombardement van 1695. Er brak een zware brand uit en de klokken stortten naar beneden. Nog steeds is een kanonskogel te zien die zich bij het bombardement in een pilaar heeft geboord.

### De instorting van de toren in 1714
In 1712-13 werden herstellingswerken uitgevoerd en verving Willem De Bruyn de bovenbouw door drie nieuwe verdiepingen. Deze ingreep bleek geen succes want op 25 juli 1714 stortte de toren in. Drie dagen later al hadden de maneblussers een spotlied. In Mechelen viel te horen:

Het is beter te blusschen sonder brandt,
Als thorens te bouwen sonder verstandt.
— (Ons Volksl., VII, blz. 10)

In het Museum van de Stad Brussel bevindt zich een maquette van een nieuwe toren die uiteindelijk niet is opgericht (1715).

### Franse Revolutie
De kerk werd genationaliseerd na de Franse Revolutie en onderworpen aan de wet van le 16 brumaire an V (6 november 1796) die de verkoop gelastte van genationaliseerde goederen. De kerk werd op 12 december 1797 gesloten en 'met haar 23 en half aanpalende huizen' verdeeld in loten die op le 8 messidor an VII (26 juni 1799) werden verkocht. Op le 15 prairal an VII (3 juni 1799) was ook al het kerkmeubilair verkocht. De eigen parochianen kochten alles op. Meteen na het herstel van de cultus in 1802 kochten drie voormalige kerkmeesters (Ferdinand Meeus, Guillaume Vandenesse en Pierre-Jean de Noville) de loten weer op , zodat de nieuwe kerkfabriek de kerk terug in haar bezit kon nemen. De restauratie van de kerk en de installatie van het meubilair waren in 1807 voltooid.

### 20e eeuw
Tijdens de grote bouwprojecten in Brussel op het einde van de 19e eeuw stond de Sint-Niklaaskerk op een 'storende' plaats. Tot in de jaren 1930 waren er plannen om haar te slopen en terug op te bouwen. Deze plannen strandden echter op het eigendomsrecht van de kerkfabriek en de hoge kosten van de onteigeningen. Uiteindelijk bereikte de overheid en de kerkfabriek een akkoord over de plaatsing van een gotische gevel in steen van Massangis en steen van Anstrude voor de gesculpteerde delen. Dit project kende een einde op 31 maart 1956.  Enkel in het portaal  is nog de basis van een portiekzuil zien van de Romaanse kerk
De kapel is in een bijzondere richting gebouwd, vermoedelijk vanwege de loop van een oude rivier.

## Interieur

### Beelden

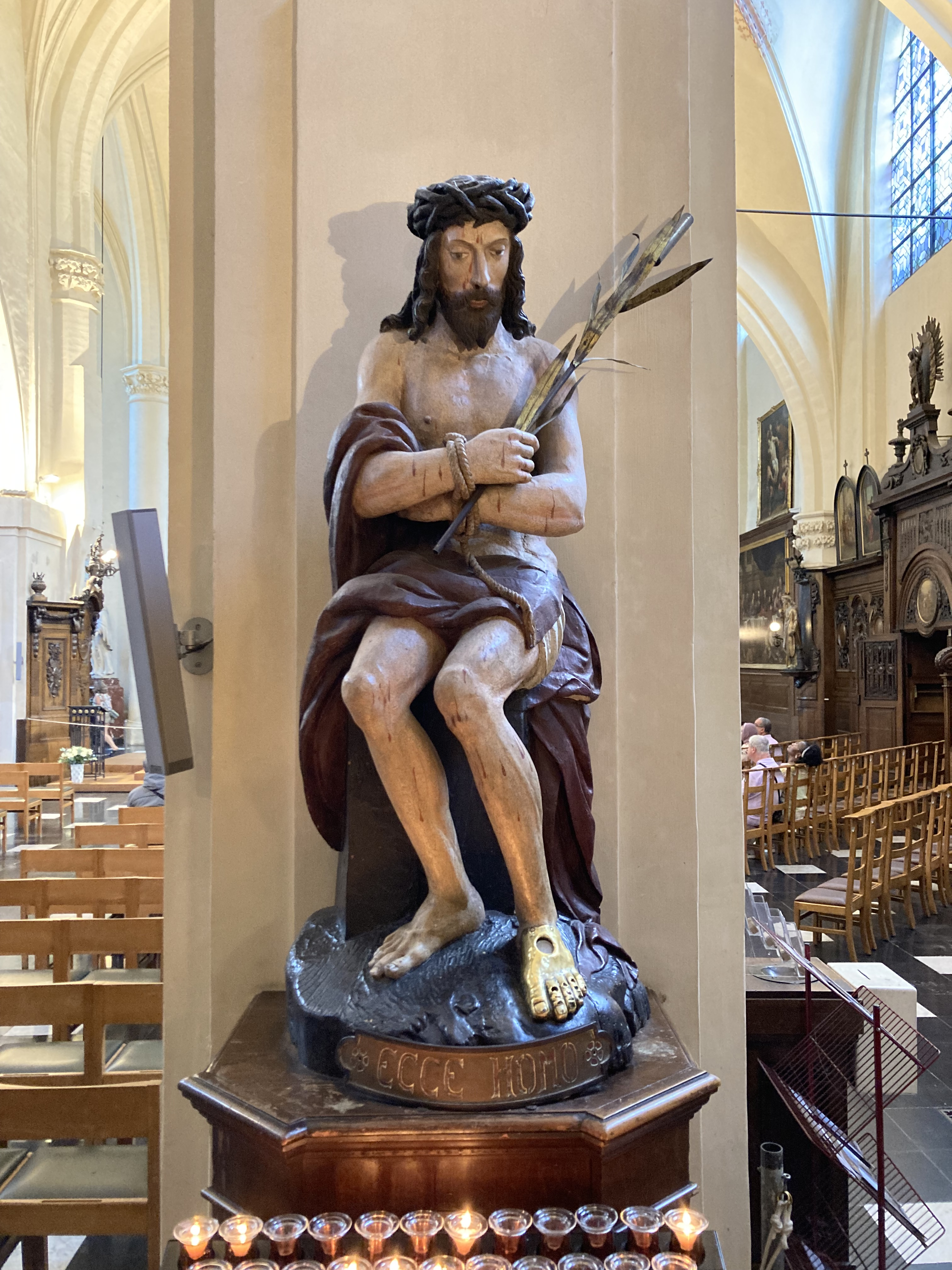
Ecce Homo figuur met een reliekhouder in de rechter voet

- Ecce Homo figuur met een reliekhouder in de rechter voetPolychroom beeld uit de 17e eeuw met een voorstelling van Jezus na de geseling (Ecce Homo). In 1815 werd in de linkervoet een reliekhouder aangebracht.
- Koorstoelen uit 1734 van Jan Baptiste van der Haeghen, met tien medaillons over het verhaal van Sint-Niklaas.
- Polychrome beelden van Franciscus van Assisi en Antonius van Padua, van de Antwerpse beeldhouwer Willem Ignatius Kerrics. Ze zijn afkomstig van het voormalige recollectenklooster, tegenover de kerk (huidige Beursgebouw).
- Het groot koor is afgesloten met een deels verguld smeedijzeren hek met een decor van bloemen en ranken naar een ontwerp uit 1765 van Jacobus Delmotte.
- In de kerk hing een prachtig triptiek van de hand van Aert van den Bossche, Martelaarschap van Crispinus en Crispinianus (1494). Dit waren de patroonheiligen van de schoenmakersgilde. Het werk is verspreid geraakt over verschillende musea. Het middenpaneel bevindt zich in het Nationaal Museum te Warschau en de voorzijde van het rechterpaneel - overgebracht op doek - wordt bewaard in het Broodhuis.

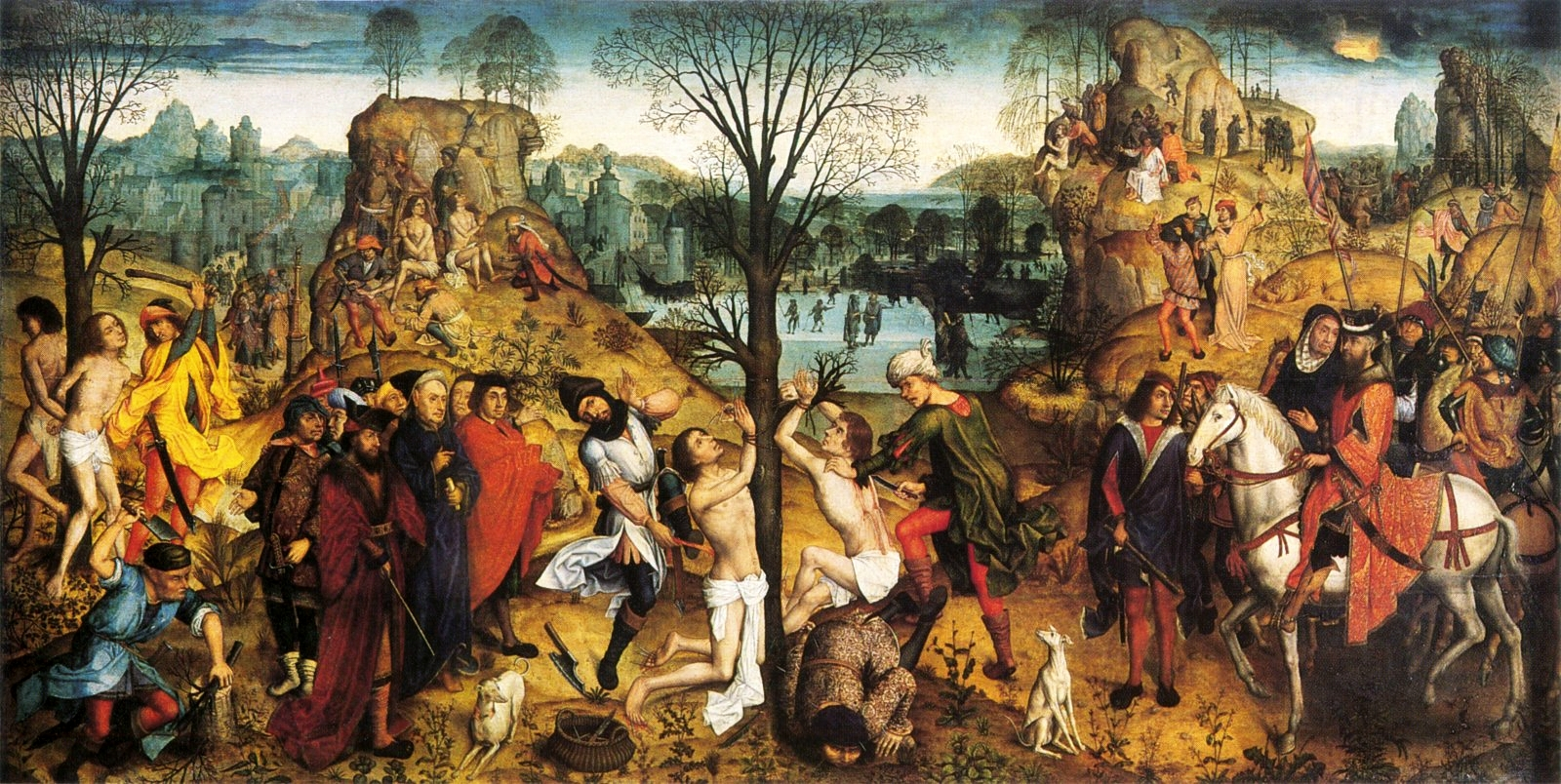

### Schrijn van deMartelaren van Gorcum.
Het bevat de relieken van 19 katholieken die in 1572 in Brielle op last van Willem II van der Marck door de watergeuzen werden vermoord.

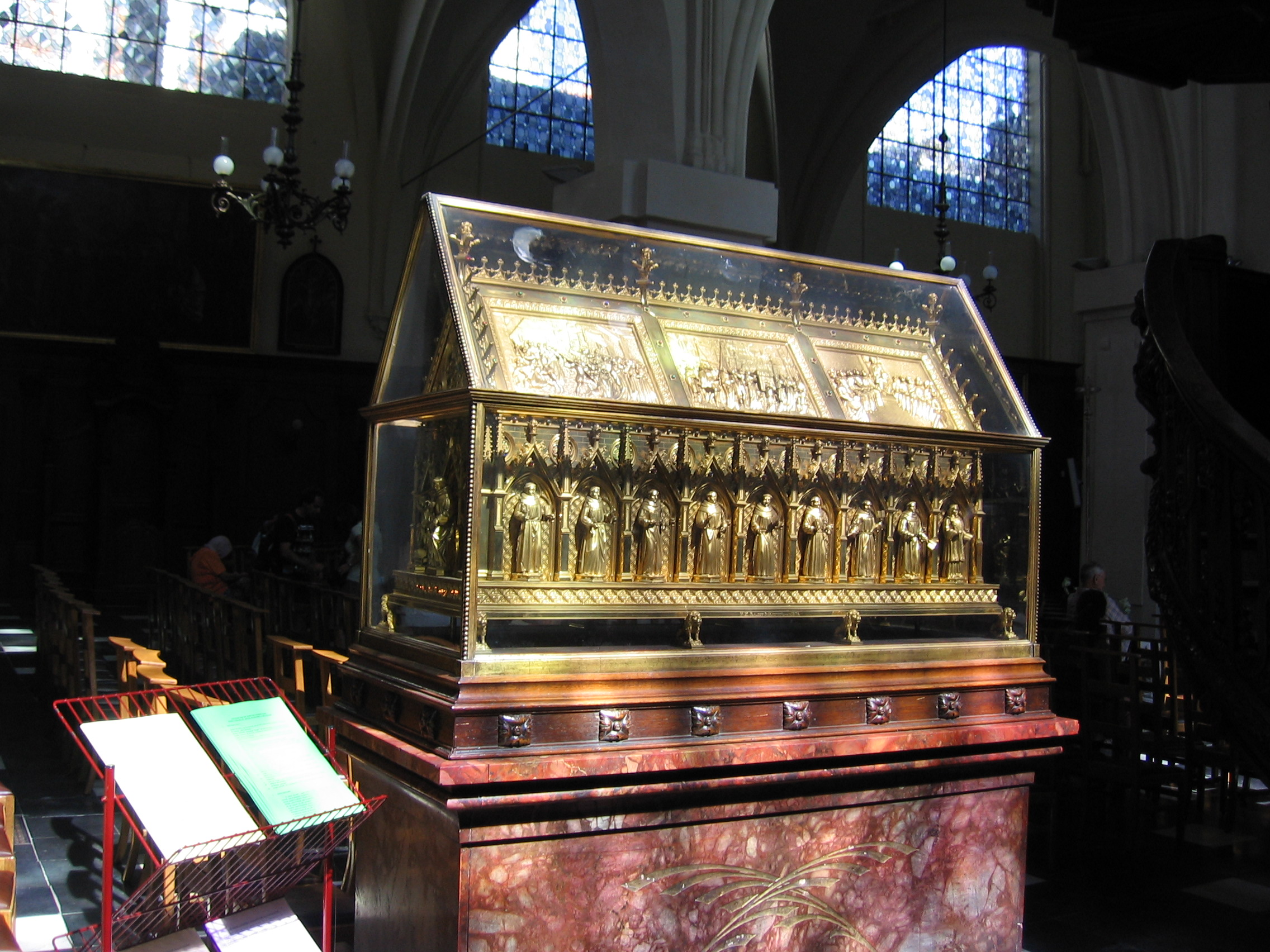
Relieken van de heilige martelaren van Gorcum in de Sint-Niklaaskerk in Brussel

Minderbroeders uit het recollectenklooster tegenover de kerk, groeven in 1618 in het diepste geheim de relieken van de martelaren van Gorcum op en droegen ze in processie naar het klooster in Brussel. Daar kregen ze een schrijn en werden ze voortaan vereerd. 
Na de Franse Revolutie werd het schrijn verplaatst naar de Sint-Niklaaskerk. 
Het schrijn in verguld koper werd in 1886 gemaakt in het atelier van edelsmid Franz-Xaver Hellner (1819-1901) in Kempen. Het was een geschenk van Victor Augustus Deschamps (1810-1883) uit Mechelen.  
Het reliekschrijn rust op geciseleerde leeuwen. Op de voorkant troont Franciscus van Rooy. Hij is in Brussel geboren uit een voorname familie. Dat verklaart misschien zijn bevoorrechte plaats tussen Sint-Michiel (patroonheilige van Brussel) en Sint-Niklaas (patroonheilige van deze kerk). In de nissen van de zijkanten toont men telkens negen beelden van de martelaren in hun geestelijke kledij. Op de achterzijde vinden we Maria op een troon, samen met Bonifatius en Franciscus van Outers.  Het dak is versierd met zes taferelen van hun geschiedenis:  
- De gevangenneming en marteling in Gorcum
- Het transport per schip naar Brielle
- Het laatste verhoor door Willem II van der Marck
- Ophanging in een afgebrande[4] turfschuur
- Overbrenging van de relieken  in aanwezigheid van de aartshertogen Albrecht en Isabella
- De heiligverklaring door paus Pius IX in 1867

### Schilderijen
- Op de muur tegenover het schrijn, hangt een olieverfschilderij van Joseph Stallaert (1825-1903) met een voorstelling van de laatste communie van de Martelaren van Gorcum.

- Het laatste avondmaal, 1790, olieverf op doek, Willem Herreyns.
- De Verlossing van de heilige Petrus, olieverf op doek, Jan van Orley.
- Jezus met de schriftgeleerden, olieverf op doek, Jan van Orley
- David die God om vergiffenis smeekt en bidt voor zijn door de pest getroffen volk, Victor Honoré Janssens.
- Mozes tijdens het gevecht met de Amalekieten, Egide Smeyers (1694-1771).
- Maria met slapend kind, uit het atelier van Peter Paul Rubens.
- Jezus en de Kanaänitische vrouw, door Jakob Zeger Van Helmont